# Huka pallida
Huka pallida – gatunek pająka z rodziny lejkowcowatych.

## Taksonomia
Gatunek ten opisany został po raz pierwszy w 1973 roku przez Raymonda Roberta Forstera i Cecila Louisa Wiltona w czwartej części monografii poświęconej pająkom Nowej Zelandii. Jako miejsce typowe wskazano brzeg jeziora Te Au.

## Morfologia
Pająk o ciele pozbawionym pigmentacji. Holotypowa samica ma karapaks długości 0,6 mm i szerokości 0,42 mm oraz opistosomę (odwłok) długości 0,78 mm i szerokości 0,54 mm. Allotypowy samiec ma karapaks 0,54 mm i szerokości 0,42 mm oraz opistosomę długości 0,6 mm i szerokości 0,42 mm. Barwa prosomy jest jasnożółta. Ośmioro oczu rozmieszczonych jest w dwóch prostych w widoku grzbietowym rzędach. Oczy wszystkich par są podobnych rozmiarów z wyjątkiem oczu przednio-środkowych, które są wyraźnie mniejsze. Czworokąt utworzony przez oczy par środkowych jest 6,3 raza szerszy z tyłu niż z przodu i 6,5 raza dłuższy niż na przedzie szeroki. Szczękoczułki mają po 2 zęby na krawędziach tylnych oraz po 3 zęby na przednich krawędziach bruzd. Sternum ma prosty brzeg przedni i zakrzywione brzegi boczne.
Odnóża są jasnosłomkowożółte. Kolejność par odnóży od najdłuższej do najkrótszej to: I, IV, II, III. Najdłuższa para osiąga 1,45 mm długości. Kolce występują na odnóżach dwóch ostatnich par. Pazurki górne mają po 7 ząbków, a pazurki dolne po jednym ząbku.
Opistosoma (odwłok) jest kremowa. Wyposażona jest w małe siteczko przędne o podzielonym pólku przędnym. Genitalia samicy charakteryzują się epigynum z parą zakrzywionych kolców na tylnej krawędzi.

## Ekologia i występowanie
Gatunek ten jest endemitem Nowej Zelandii, znanym z Wyspy Północnej i Wyspy Południowej. Zasiedla lasy, gdzie bytuje w ściółce i wśród mchów.